# تشارلز كناب
تشارلز كناب (بالإنجليزية: Charles Knapp)‏ هو عالم لغوي كلاسيكي وأستاذ جامعي أمريكي، ولد في 22 يونيو 1868 في نيويورك في الولايات المتحدة، وتوفي بنفس المكان في 17 سبتمبر 1936.